# Чулпаново (Московская область)
Чулпаново — деревня в городском округе Домодедово Московской области России.

## История
Название происходит от тюрк. Çulpan (баш. Сулпан, кирг. Чолпон, тат. Чулпан) — досл.: «Венера, Утренняя Звезда».

## География
В северной части Чулпаново Большой Чулпановский пруд и Малый Чулпановский пруд, в юго-западной части — Поливановский пруд.
Географическое положение
Ближайшие населенные пункты

## Население
| 2002 | 2010 |
| ---- | ---- |
| 20   | ↗35  |

## Известные жители

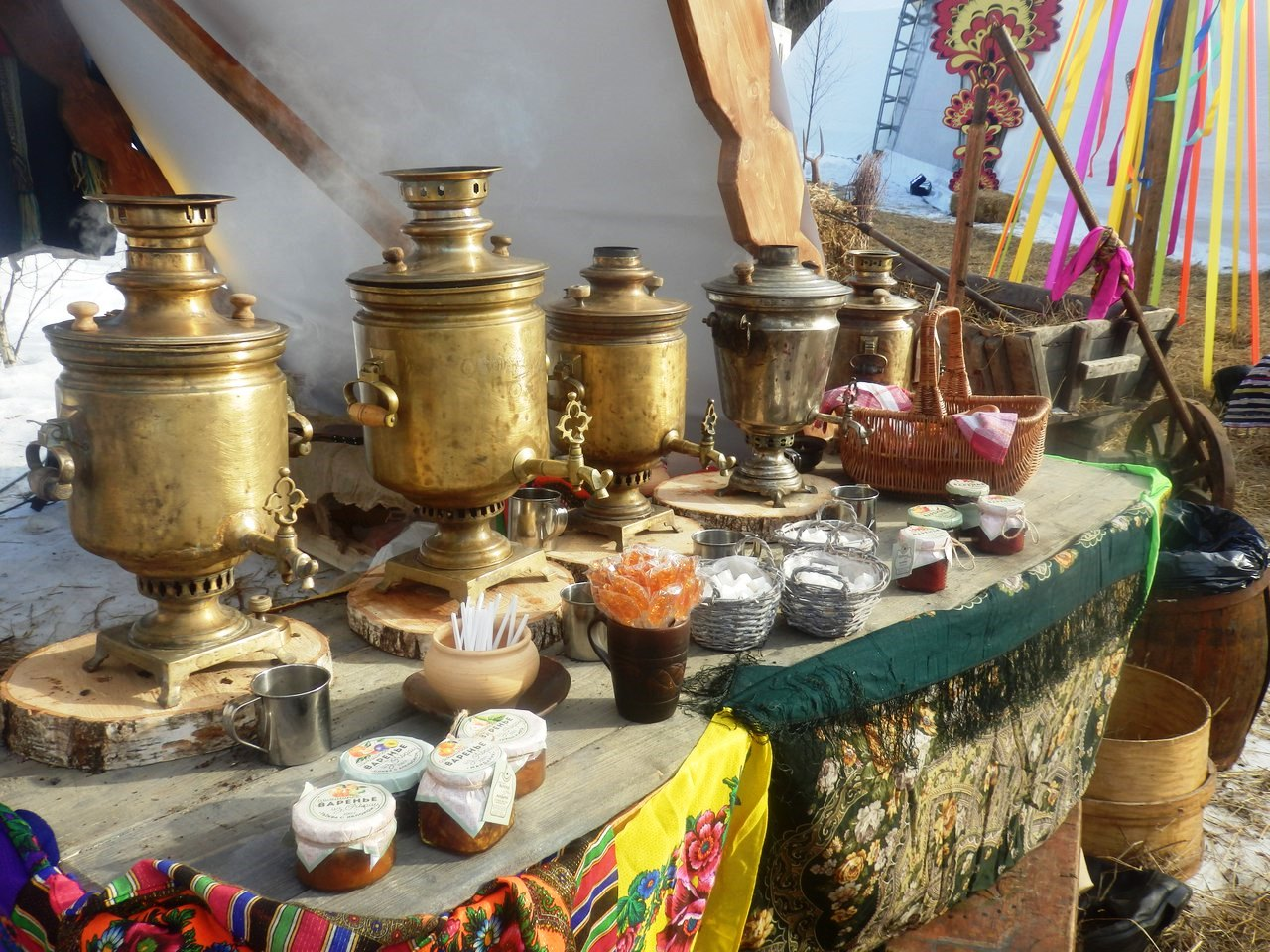
Дом народного творчества Москвы и Московской области

Здесь родился Герой Советского Союза Пётр Михайлович Батырев (1918—1944).

## Инфраструктура
Дом народного творчества Москвы и Московской области.

## Транспорт
Выезд на Симферопольское шоссе, трассу Дон M4, Новокаширское шоссе